# Новополтавське комплексне апатит-рідкісноземельно-ніобієве родовище
Новополтавське комплексне апатит-рідкісноземельно-ніобієве родовище локалізоване в межах рідкіснометалічної провінції Українського щита.
В його межах виявлена лінійна зона карбонатитів міаскіт-фенітової формації протяжністю 0,8-1,0 км при ширині 100—150 м з ніобієвим зруденінням (середній вміст Nb2O5 0,13-0,18 %). Рудою є карбонатити, що утворюють дайко- й штокоподібні тіла серед фенітів, нефелінових сієнітів та ійоліт–мельтейгітів потужністю від кількох десятків метрів до 100 м. Рідкіснометалічна мінералізація в незначній кількості розвинута у всіх породах карбонатитового комплексу.
Виділяється кілька асоціацій рудних мінералів: гатчетолітова з баделеїтом у кальцитових карбонатитах, монацит-церит-фергусонітова в кальцитових і доломіт-кальцитових карбонатитах, пірохлор-колумбітова із цирконом в карбонатизованих фенітах, пірохлор-цирконова в силікатних лужних породах. Ніобій концентрується переважно в U-пірохлорі та колумбіті. Новополтавське родовище, перекрите 100-метровим чохлом осадових порід та розташоване в зоні активного чорноземного землеробства.
Вміст у карбонатитах пентоксиду ніобію — 0,06-0,30 %, пентоксиду танталу — 0,002-0,003 %, суми рідкісних земель — 0,17-4,60 %.